# Las Vegas Film Critics Society Awards 2000
La 4ª edizione dei Las Vegas Film Critics Society Awards si è tenuta il 21 dicembre 2000, per premiare i migliori film prodotti nel 2000.

## Vincitori e candidati
I vincitori sono indicati in grassetto.
Miglior film (Best Picture)
- Erin Brockovich - Forte come la verità (Erin Brockovich), regia di Steven Soderbergh
- Passione ribelle (All the Pretty Horses), regia di Billy Bob Thornton
- Billy Elliot (Billy Elliot), regia di Stephen Daldry
- Quasi famosi (Almost Famous), regia di Cameron Crowe
- Quills - La penna dello scandalo (Quills), regia di Philip Kaufman

Miglior attore (Best Actor)
- Geoffrey Rush - Quills - La penna dello scandalo (Quills)
- Matt Damon - Passione ribelle (All the Pretty Horses)
- Tom Hanks - Cast Away (Cast Away)
- Russell Crowe - Il gladiatore (Gladiator)
- Michael Douglas - Wonder Boys (Wonder Boys) e Traffic (Traffic)

Migliore attrice (Best Actress)
- Ellen Burstyn - Requiem for a Dream (Requiem for a Dream)
- Joan Allen - The Contender (The Contender)
- Björk - Dancer in the Dark (Dancer in the Dark)
- Julia Roberts - Erin Brockovich - Forte come la verità (Erin Brockovich)
- Michelle Rodriguez - Girlfight (Girlfight)

Miglior attore non protagonista (Best Supporting Actor)
- Benicio del Toro - Traffic (Traffic)
- Fred Willard - Campioni di razza (Best in Show)
- Albert Finney - Erin Brockovich - Forte come la verità (Erin Brockovich)
- Joaquin Phoenix - Il gladiatore (Gladiator) e Quills - La penna dello scandalo (Quills)
- James Woods - Il giardino delle vergini suicide (The Virgin Suicides)

Migliore attrice non protagonista (Best Supporting Actress)
- Kate Hudson - Quasi famosi (Almost Famous)
- Frances McDormand - Quasi famosi (Almost Famous) e Wonder Boys (Wonder Boys)
- Connie Nielsen - Il gladiatore (Gladiator)
- Kate Winslet - Quills - La penna dello scandalo (Quills)
- Jennifer Connelly - Requiem for a Dream (Requiem for a Dream)

Miglior regista (Best Director)
- Steven Soderbergh - Erin Brockovich - Forte come la verità (Erin Brockovich) e Traffic (Traffic)
- Cameron Crowe - Quasi famosi (Almost Famous)
- Robert Zemeckis - Cast Away (Cast Away)
- Ridley Scott - Il gladiatore (Gladiator)
- Sofia Coppola - Il giardino delle vergini suicide (The Virgin Suicides)

Migliore sceneggiatura originale (Best Screenplay)
- Susannah Grant e Richard LaGravenese (non accreditato) - Erin Brockovich - Forte come la verità (Erin Brockovich)
- David Franzoni (soggetto/sceneggiatura), John Logan (sceneggiatura), William Nicholson (sceneggiatura) - Il gladiatore (Gladiator)
- Cameron Crowe - Quasi famosi (Almost Famous)
- Ethan Coen e Joel Coen - Fratello, dove sei? (O Brother, Where Art Thou?)
- Stephen Gaghan - Traffic (Traffic)

Migliore adattamento (Best Screenplay)
- Steve Kloves - Wonder Boys (Wonder Boys)
- Ted Tally - Passione ribelle (All the Pretty Horses)
- Mary Harron e Guinevere Turner - American Psycho (American Psycho)
- Doug Wright - Quills - La penna dello scandalo (Quills)
- Sofia Coppola - Il giardino delle vergini suicide (The Virgin Suicides)

Migliore fotografia (Best Cinematography)
- Roger Deakins - Fratello, dove sei? (O Brother, Where Art Thou?)
- Barry Markowitz - Passione ribelle (All the Pretty Horses)
- Don Burgess - Cast Away (Cast Away)
- John Mathieson - Il gladiatore (Gladiator)
- Edward Lachman - Il giardino delle vergini suicide (The Virgin Suicides)

Migliori costumi (Best Costume Design)
- Janty Yates - Il gladiatore (Gladiator)
- Betsy Heimann - Quasi famosi (Almost Famous)
- Rita Ryack - Il Grinch (How the Grinch Stole Christmas)
- Mary Zophres - Fratello, dove sei? (O Brother, Where Art Thou?)
- Jacqueline West - Quills - La penna dello scandalo (Quills)

Miglior montaggio (Best Editing)
- Pietro Scalia - Il gladiatore (Gladiator)
- Joe Hutshing e Saar Klein - Quasi famosi (Almost Famous)
- Conrad Buff IV - Thirteen Days (Thirteen Days)
- Stephen Mirrione - Traffic (Traffic)
- Dede Allen - Wonder Boys (Wonder Boys)

Migliori effetti speciali (Best Visual Effects)
- John Nelson (artista effetti visivi), Neil Corbould, Tim Burke e Rob Harvey - Il gladiatore (Gladiator)
- John Frazier e Ken Ralston - Cast Away (Cast Away)
- Stefen Fangmeier, Habib Zargarpour, John Frazier e Walt Conti - La tempesta perfetta (The Perfect Storm)
- Thad Beier, Marc Banich, Mark Freund e Peter Donen - U-571 (U-571)
- Michael L. Fink, Michael J. McAlister, David Prescott e Theresa Ellis - X-Men (X-Men)
- Jeffrey A. Okun - Blu profondo (Deep Blue Sea)

Miglior canzone (Best Song)
- Things Have Changed, musica e testo di Bob Dylan - Wonder Boys (Wonder Boys)
- Fever Dog, testo di Nancy Wilson, musica degli Stillwater - Quasi famosi (Almost Famous)
- My Funny Friend And Me, musica e testo di Sting - Le follie dell'imperatore (The Emperor's New Groove)
- Meet the Parents, musica e testo di Randy Newman - Ti presento i miei (Meet the Parents)
- The Tower That Ate People, musica e testo di Peter Gabriel - Pianeta rosso (Red Planet)

Miglior colonna sonora (Best Score)
- Hans Zimmer, Lisa Gerrard - Il gladiatore (Gladiator)
- Daniel Lanois, Marty Stuart - Passione ribelle (All the Pretty Horses)
- Nancy Wilson - Quasi famosi (Almost Famous)
- John Williams - Il patriota (The Patriot)
- James Newton Howard - Unbreakable - Il predestinato (Unbreakable)

Miglior film documentario (Best Documentary)
- The Life and Times of Hank Greenberg (The Life and Times of Hank Greenberg), regia di Aviva Kempner
- Beyond the Mat (Beyond the Mat), regia di Barry W. Blaustein
- The Eyes of Tammy Faye (The Eyes of Tammy Faye), regia di Fenton Bailey e Randy Barbato

Miglior film in lingua straniera (Best Foreign Film)
- La ragazza sul ponte (La fille sur le pont), regia di Patrice Leconte
- La lingua delle farfalle (La lengua de las mariposas), regia di José Luis Cuerda
- Est-ovest - Amore-libertà (Est - Ouest), regia di Régis Wargnier
- Malèna, regia di Giuseppe Tornatore
- Mifune - Dogma 3 (Mifunes sidste sang), regia di Søren Kragh-Jacobsen

Miglior DVD (Best DVD)
- Il gladiatore (Gladiator), regia di Ridley Scott
- Fight Club (Fight Club), regia di David Fincher
- Jurassic Park (Jurassic Park) e Il mondo perduto - Jurassic Park (The Lost World: Jurassic Park), regia di Steven Spielberg (per il Jurassic Park/Lost World Boxed Set)
- Magnolia (Magnolia), regia di Paul Thomas Anderson
- The Rocky Horror Picture Show (The Rocky Horror Picture Show), regia di Jim Sharman (per l'edizione del 25º anniversario)

Miglior film per la famiglia (Best Family Film)
- Galline in fuga (Chicken Run), regia di Peter Lord e Nick Park
- Il Grinch (How the Grinch Stole Christmas), regia di Ron Howard
- Le follie dell'imperatore (The Emperor's New Groove), regia di Mark Dindal
- Rugrats in Paris: The Movie - Rugrats II (Rugrats in Paris: The Movie - Rugrats II), regia di Stig Bergqvist e Paul Demeyer
- T come Tigro... e tutti gli amici di Winnie the Pooh (The Tigger Movie), regia di Jun Falkenstein

Gioventù nei film (Youth in Film)
- Jamie Bell - Billy Elliot (Billy Elliot)
- Lucas Black - Passione ribelle (All the Pretty Horses)
- Frankie Muniz - Il mio cane Skip (My Dog Skip)
- Hayden Panettiere - Dinosauri (Dinosaur), Il sapore della vittoria - Uniti si vince, (Remember the Titans)

Rivelazione Femminile (Best Female Newcomer)
- Karyn Kusama e Michelle Rodriguez - Girlfight (Girlfight)
- Björk - Dancer in the Dark (Dancer in the Dark)
- Sofia Coppola - Il giardino delle vergini suicide (The Virgin Suicides)

Rivelazione Maschile (Best Male Newcomer)
- Rob Brown - Scoprendo Forrester (Finding Forrester)
- Patrick Fugit - Quasi famosi (Almost Famous)
- David Gordon Green - George Washington (George Washington)
- Ashton Kutcher - Fatti, strafatti e strafighe (Dude, Where's My Car?)
- Kip Pardue - Il sapore della vittoria - Uniti si vince (Remember the Titans)

Premio alla carriera (Lifetime Achievement Award)
- William Goldman